# Victor Abens

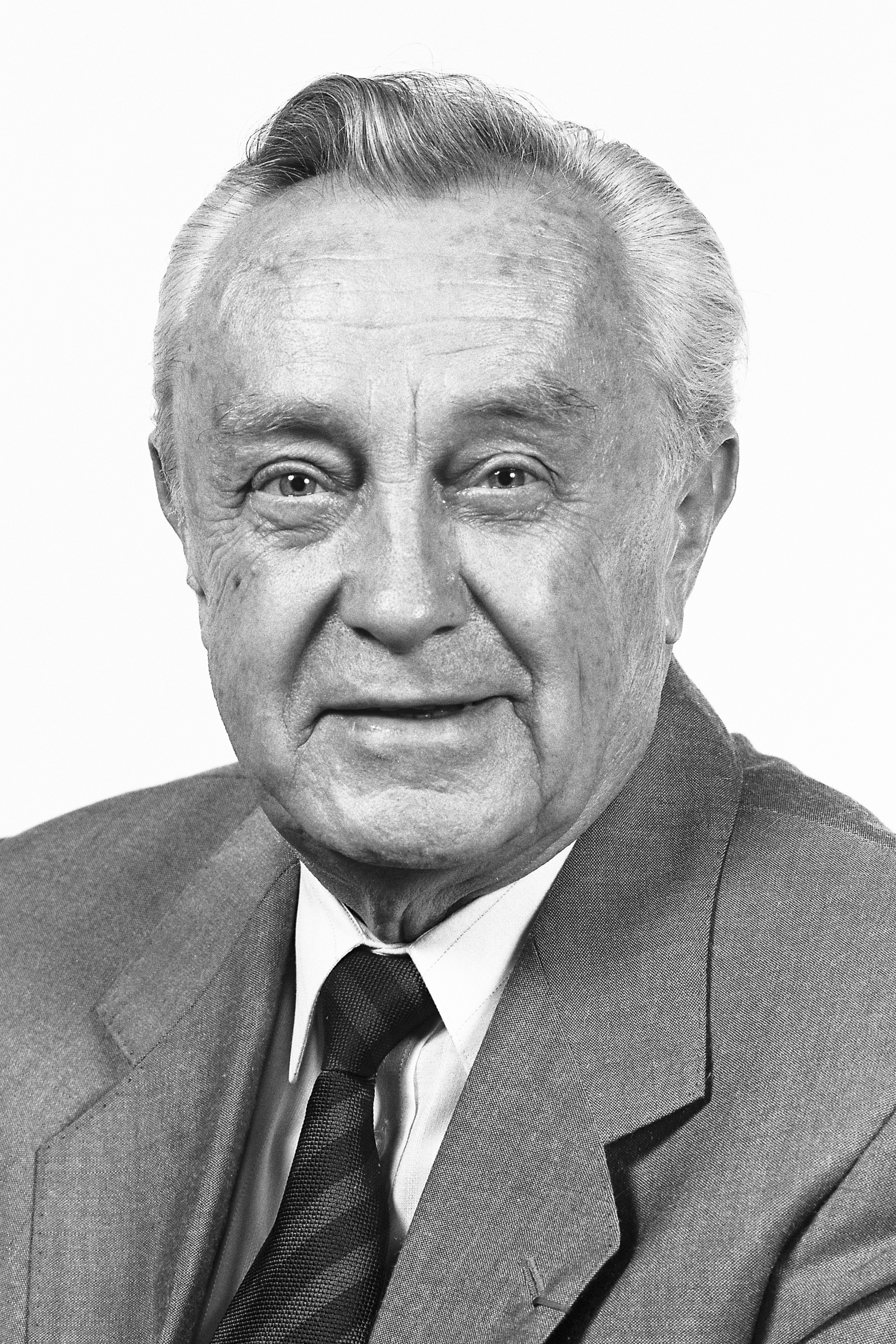
Victor Abens (1984)

Victor „Vic“ Abens (* 16. Oktober 1912 in Vianden; † 14. Januar 1993 in Lüttich) war ein luxemburgischer Widerstandskämpfer und Politiker der Lëtzebuerger Sozialistesch Aarbechterpartei (LSAP), der unter anderem zwischen 1979 und 1989 Mitglied des Europäischen Parlaments war.

## Leben

### Widerstandskämpfer
Nach dem Besuch der Grundschule und des Lycée classique de Diekirch war Abens bis zum Ausbruch des Zweiten Weltkrieges Mitarbeiter im Büro von Rechtsanwalt Alphonse Greisch, der auch zeitweise Bürgermeister von Diekirch war. Anschließend schloss er sich der von Tony Noesen in Vianden geleiteten Widerstandsbewegung Letzeburger Vollekslegio'n (LVL) gegen die deutsche Besatzungsmacht an und wurde am 1. September 1942 verhaftet und nach Verhören in der Villa Pauly, dem Hauptquartier der Gestapo in Luxemburg, in das SS-Sonderlager Hinzert gebracht. Die nächsten Monate verbrachte er in Gefängnissen in Trier, Köln, Berlin, Hannover und Warschau, ehe er im Januar 1943 nach Posen und dann im März 1943 nach Lublin inhaftiert war. Im März 1944 sollte er zu weiteren Verhören in die Villa Pauly zurückkehren, allerdings gelang ihm die Flucht und im Anschluss lebte er bis zum Kriegsende im Untergrund in Diekirch sowie in Vianden.

### Politiker
Nach dem Zweiten Weltkrieg begann Abens mit seiner politischen Laufbahn in der Lëtzebuerger Sozialistesch Aarbechterpartei und wurde 1945 zum Mitglied der Chambre des Députés (Abgeordnetenkammer) gewählt, der er bis 1981 angehörte.
Darüber hinaus wurde er bei den Kommunalwahlen vom 7. Oktober 1945 zum Mitglied des Gemeinderates von Vianden gewählt. Nach dem Tod von Bürgermeister Edouard Wolff wurde er 1946 Bürgermeister von Vianden und bekleidete dieses Amt bis zu seinem Rücktritt 1981. In seinen politischen Mandaten engagierte er sich nach dem Zweiten Weltkrieg insbesondere für den Wiederaufbau des Ösling, des nördlichen Teil Luxemburgs. Zwischen 1963 und 1973 war er Präsident der Union Grand-Duc Adolphe (UGDA), einer Organisation zur Förderung der Musik in Luxemburg. Außerdem galt sein Engagement seiner Heimatstadt und war unter anderem Mitgründer des Vereins „Geschichtsfreunde von Vianden“ (Veiner Geschichtsfrënn), dessen Vorsitzender er von 1973 bis 1984 war, sowie als Vorsitzender des Vereins „Schlossfreunde von Vianden“ (Veiner Schloossfrënn), dessen Vorsitzender er von 1978 bis 1992 war.
Nachdem er von 1964 bis 1972 stellvertretendes Mitglied war, war er zwischen 1972 und 1979 Mitglied der Parlamentarischen Versammlung des Europarates. Danach wurde Abens 1979 als Kandidat der LSAP zum Mitglied des Europäischen Parlaments gewählt und gehörte diesem während der ersten und zweiten Wahlperiode bis 1989 an. Während dieser Zeit war er zwischen 1984 und 1987 auch stellvertretender Vorsitzender der Sozialistischen Fraktion.
Für seine langjährigen politischen Verdienste wurde Abens mehrfach ausgezeichnet und erhielt unter anderem das Croix de guerre, das Komturkreuz des Ordens der Eichenkrone, das Große Bundesverdienstkreuz, das Offizierskreuz des Ordens von Oranien-Nassau und das Offizierskreuz des Order of the British Empire.